# Martine Straesser
Martine Straesser is een Nederlandse zangeres binnen het stemvak mezzosopraan, alt.
Ze is afkomstig uit een muzikale familie met Joep Straesser (componist), Wim Straesser (cellist), Josefine Straesser (zangeres) en Margot Stroink (zangeres). Zuster Pien Straesser is ook zangeres.
Martine kreeg haar opleiding van Charles van Tasselaar aan het Sweelinck Conservatorium in Amsterdam. Er volgde een studie in Glasgow an Royal Scottish Academy (Masters operazang).
Al tijdens haar opleiding was ze op podia te vinden tijdens het Festival Oude Muziek in de opera Il trionfo di Camilla van Giovanni Battista Bononcini onder leiding van Jos van Veldhoven. Ook trad ze op in het Verenigd Koninkrijk. Daarbij was ze te horen in zowel oud als nieuw repertoire; zo zong ze in werk van zowel Wolfgang Amadeus Mozart als Iannis Xenakis en Philip Glass. Ze vergat daarbij ook het Nederlands repertoire niet; ze zong binnen de Nederlandse Opera onder leiding van Reinbert de Leeuw in Writing to Vermeer van Louis Andriessen, dat op plaat werd vastgelegd (Nonesuch 979887). Ze spreidde langzaam haar vleugels uit tot optredens in Italië (Teatro Reggio di Parma). Bij Opera Zuid zong ze in Mavra van Igor Stravinsky. Naast opera’s bleef Martine Straesser ook concerten geven en meezingen in operettes en oratoria.
In de zomers (als er weinig concerten worden gegeven en veel wordt getrouwd) van de jaren tien en twintig van de 21e eeuw begeleidt Martine Straesser huwelijken in Alhpen aan den Rijn met optredens, vaak met harpiste Wendy Rijken. Ze geeft dan ook zangles. 